# وزارة الصحة ورعاية الأسرة (الهند)
وزارة الصحة ورعاية الأسرة هي مؤسسة حكومية هندية مسؤولة عن قطاع الصحة في الهند تاسست في 1947. هذه الوزارة مسؤولة أيضًا عن جميع البرامج الحكومية المتعلقة بتنظيم الأسرة في الهند.